# I Turn to You (Christina Aguilera)
I Turn to You è un brano scritto da Diane Warren nel 1996. La versione originale del brano è stato registrato dal quartetto All-4-One per la colonna sonora dell'album del film della Warner Bros., Space Jam.
Tre anni più tardi, la cantante pop statunitense Christina Aguilera ha registrato una cover, prodotta da Guy Roche, per il suo album di debutto, Christina Aguilera. La sua versione è stata pubblicata come singolo l'8 maggio 2000 dall'etichetta discografica RCA. La canzone è stata incisa da Aguilera anche in lingua spagnola, con il titolo Por siempre tu, ed è stata inserita nell'album Mi reflejo.

## Descrizione
Il testo di I Turn to You è un'ode dal narratore a una persona che lo aiuta a trovare la proverbiale luce sotto la pioggia, quando ha smarrito o sta smarrendo la strada. È un ringraziamento alla figura materna (come testimonia il video prodotto per la versione della Aguilera). Tuttavia il testo della canzone è abbastanza ambiguo, per cui può essere dedicato a un amante, un amico o un altro membro della famiglia.

## Tracce
CD singolo - Versione europea
1. I Turn to You (Radio Edit) – 3:53
2. What a Girl Wants (Eddie Arroyo Down Tempo Killer Mix) – 4:20
3. I Turn to You (Video)

CD singolo - Versione statunitense
1. I Turn to You (Radio Edit) – 4:03
2. Por siempre tú – 4:03
3. I Turn to You (Video)

CD singolo maxi - Versione europea e australiana
1. I Turn to You (Radio Edit) – 3:53
2. I Turn to You (Radio Edit - Music Intro) – 4:03
3. What a Girl Wants (Thunderpuss Fiesta Edit) – 3:25
4. What a Girl Wants (Thunderpuss Dirty Radio Mix) – 3:16

Vinile 7" singolo - Versione statunitense
Lato A
1. I Turn to You – 4:03

Lato B
1. Por siempre tú – 4:03

## Classifiche
| Classifica        | Posizione più alta |
| ----------------- | ------------------ |
| Stati Uniti       | 3                  |
| Canada            | 7                  |
| Nuova Zelanda     | 11                 |
| Irlanda           | 17                 |
| Regno Unito       | 19                 |
| Svizzera          | 30                 |
| Belgio (Fiandre)  | 30                 |
| Belgio (Vallonia) | 33                 |
| Australia         | 40                 |
| Svezia            | 47                 |
| Paesi Bassi       | 50                 |

### Classifiche di fine anno
| Classifica  | Posizione più alta |
| ----------- | ------------------ |
| Stati Uniti | 42                 |